# Fiddlin’ Doc Roberts
Fiddlin’ Doc Roberts (* 26. April 1897 im Madison County, Kentucky, als Dock Philip Roberts; † 4. August 1978) war ein US-amerikanischer Old-Time-Musiker. Roberts war einer der ersten Old-Time-Musiker aus Kentucky, der auf Schallplatte aufgenommen wurde und spielte über 80 Songs in fast zehn Jahren ein.

## Leben

### Kindheit und Jugend
Doc Roberts wurde 1897 nahe Kirksville, Kentucky, geboren. Nach dem frühen Tod des Vaters übernahmen Roberts und seine Brüder die Farm der Familie und mit sieben Jahren lernte er von seinem größeren Bruder Liebert Fiddle zu spielen. Beide Brüder wurden stark von dem afroamerikanischen Fiddler Owen Walker beeinflusst, von dem Roberts nach eigenen Angaben die meisten Lieder seines Repertoires erlernte. Weitere Stücke nahm er von Freunden und Nachbarn auf.

### Karriere
Das Jahr 1925 brachte Roberts Schallplattendebüt. Von seinem Nachbarn Dennis W. Taylor, einem Farmer und Talent-Scout des Labels Gennett Records, wurde er eingeladen, zusammen mit Welby Toomey und Edgar Boaz für Gennett eine Session in ihrem Studio in Richmond, Indiana, abzuhalten. Am 30. September wurden die ersten Aufnahmen gemacht, jedoch veröffentlichte Gennett nur die vier Instrumentalstücke, die Roberts und Edgar Boaz am nachfolgenden Tag aufnahmen. Mitte November desselben Jahres reiste das Trio erneut nach Richmond, um die abgelehnten Songs mit Welby Toomey erneut einzuspielen, die diesmal ebenfalls auf Platte erschienen.
Diese erste Studio-Session war der Beginn einer erfolgreichen Karriere als Musiker für Roberts; in diesen Jahren erlebte traditionelle Old-Time Music einen Boom und nahezu alle Platten jeglicher ländlicher Musiker verkauften sich gut, wenn sie nicht sogar Verkaufshits erreichten. Lediglich Roberts Abneigung gegen das Reisen verhinderte eine nationale Karriere, die andere Fiddler wie Fiddlin’ Arthur Smith und Clayton McMichen einschlugen.
Roberts verließ Gennett und gründete seine eigene Band, die Kentucky Thoroughbreds, mit dem Eisenbahner Charles „Dick“ Parman (Gesang) und Charles „Ted“ Chesnut. Ihre Session für Paramount Records im Jahr 1927 produzierte Songs aus einem weitgefächerten Repertoire wie Folk (Only a Miner), sentimentale populäre Stücke (In the Shade of the Old Apple Tree), Gospel und natürlich Old-Time.
1927 lernte Roberts den talentierten Sänger und Gitarristen Asa Martin kennen, mit dem er auf Fiddlers’ Contests, Vaudeville-Shows und anderen Veranstaltungen spielte. Zudem waren die beiden oft im Radio zu hören, beispielsweise auf WHAS in Louisville, und spielten für Gennett und die Labels der American Record Corporation zahlreiche Platten ein. Zur selben Zeit wurde Roberts über Bradley Kincaid für den National Barn Dance aus Chicago engagiert, kehrte nach zwei Wochen aber zurück nach Kentucky, da er aufgrund des Großstadtlärms nicht schlafen konnte.
Zur dritten Session mit Martin brachte Roberts seinen Sohn James mit, der Mandoline spielte. Aus dem Duo Roberts & Martin wurde mit James das Fiddlin’ Doc Roberts Trio, dessen Platten noch weitaus populärer wurden als Doc Roberts’ Solo-Singles. Für diese Aufnahmen spielte Roberts Mandoline, während sein Sohn und Martin sangen. In dieser Zeit stand das Trio für Gennett und deren Sublabels Champion Records und Supertone Records unter Vertrag. Die Verkaufszahlen beliefen sich meist auf 4000 bis 5000 abgesetzte Exemplare, zuweilen auch bis zu 20.000, was aber nicht an die Verkäufe anderer Old-Time-Stars wie Jimmie Rodgers, der Carter Family oder der Skillet Lickers heranreichte. Für die nächsten Jahre lief die Karriere – trotz Wirtschaftskrise – relativ gut weiter, sogar mit Radioauftritten bei weit entfernten Stationen wie in Council Bluffs, Iowa. Ab Anfang der 1930er Jahre war Roberts vor allem im Radio gefragt und die Sender konnten sich kaum vor Fan-Briefen für ihn retten. Über WLAP war Roberts jeden Tag zu hören und trat samstagabends auch in einem Radio Barn Dance auf.

### Rückzug aus dem Musikgeschäft
1934 entschied Robert sich, weitestgehend aus dem Plattengeschäft auszusteigen und sich seiner Farm zu widmen. Dennoch bestritt er Gastauftritte auf WLW und WHAS und trat Barn Dances auf Barn Dances im Madison County mit seinem anderen Sohn Donald auf. Sein Sohn James begann seine Solokarriere und wurde kurz danach als James Carson bekannt, Asa Martin arbeitete vor allem im Radio weiter.
Anfang der 1960er Jahre wurden Roberts alte Aufnahmen im Zuge des Folk-Revivals von einem jungen Publikum wiederentdeckt. Zu diesem Zeitpunkt hatte er die Musik bereits vollkommen aufgegeben und war ein älterer Mann. Fans und Musikjournalisten wie Norm Cohen und Charles K. Wolfe interviewten Roberts und Artikel über ihn und seine Karriere erschienen in der Fachpresse. Neben einigen Wiederveröffentlichungen auf County und Rounder trat Roberts 1974 am Berea College zusammen mit Asa Martin und Sohn James auf einem Reunion-Konzert auf.

## Diskografie
Diskografie ist nicht vollständig.
| Jahr              | Titel                                                               | #     | Anmerkungen |
| ----------------- | ------------------------------------------------------------------- | ----- | ----------- |
| Challenge Records |                                                                     |       |             |
|                   | In the Shadow of the Pine /?                                        | 229   |             |
|                   | All I’ve Got Is Done Gone / And the Cat Came Back the Very Next Day | 501   |             |
| Conqueror Records |                                                                     |       |             |
|                   | Ninety-Nine Years / Over the Waves                                  | 8078  |             |
|                   | Wednesday Night Waltz / Did You Ever See the Devil Uncle Joe?       | 8136  |             |
|                   | Put My Little Shoes Away / In the Shadow of the Pine                | 8208  |             |
|                   | Little Mother of the Hills / Mother, Queen of My Heart              | 8234  |             |
| Gennett Records   |                                                                     |       |             |
|                   | Billy in the Low Grounds / And the Cat Came Back the Very Next Day  | 3235  |             |
| Perfect Records   |                                                                     |       |             |
|                   | Wednesday Night Waltz / Did You Ever See the Devil Uncle Joe?       | 12724 |             |